# Пісістрат (син Нестора)
Пісістрат (дав.-гр. Πεισίστρατος, «переконувач війська») — у грецькій міфології цар Пілоса і Мессенії. Згідно з Геродотом засновник афінського роду Пісістратидів. Син Нестора і Еврідіки, дочки Клімена, або Анаксібії. Був маленьким хлопчиком, коли батько вирушив на Троянську війну. В подальшому став близьким другом Телемаха, сина Одіссея, і подорожував разом з ним у його невдалих пошуках батька. Відзначався надзвичайною силою, тому ймовірно йому доручалися вбивства сокирою жертвенних биків. Згідно з Павсанієм панував над Мессенією разом з рідним братом Антілохом і стриєчним братом Пентілом. Йому спадкував син Пісістрат. Також — Пісістрат I.